# DJ Balthazar
DJ Balthazar, настоящее имя Георгий Матеев (болг. Георги Матеев, родился 23 сентября 1977 в Софии) — болгарский диджей и промоутер, один из первых болгарских представителей жанра электронной музыки.

## Карьера
Начал свою музыкальную карьеру в 1998 году. В 2002 году основал собственный звукозаписывающий лейбл «Renesanz». Известен своими ремиксами на песни восточноевропейских исполнителей, а также совместными работами с многочисленными исполнителями электронной музыки со всего мира. В настоящий момент выпустил более 25 сборников собственной музыки, выступает в клубах по всей Европе.
В 2008 году вместе с группой «Deep Zone Project» принимал участие на международном конкурсе песни Евровидение 2008. Композиция «DJ, Take Me Away», проигранная им во время второго полуфинала конкурса, финишировала двенадцатой, и не смогла пройти в финал. Несмотря на сравнительно низкий результат, на данный момент это выступление является одним из лучших за всю историю участия Болгарии на Евровидении.